# Kosmas (pražský biskup)
Kosmas († 10. října nebo 10. prosince 1098) byl v letech 1091–1098 pražský biskup.

## Život
O jeho původu není mnoho známo. Byl zvolen v roce 1091 pražským biskupem po zemřelém biskupu Jaromírovi, kvůli sporům o říšský trůn a papežský stolec se jeho další potvrzení protáhlo. Investituru získal již na konci roku od Konráda v Mantově, ovšem biskupské svěcení přijal až roku 1095 od mohučského metropolity Rutharda (pražská diecéze byla součástí mohučské arcidiecéze).
Roku 1096 prošli pražským podhradím účastníci lidové křížové výpravy vedení knězem Volkmarem a dopouštěli se násilí na Židech. Nutili je ke křtu, ty, kteří se nechtěli podvolit, zabíjeli. Proti těmto výtržnostem se biskup Kosmas ostře postavil, neměl však takovou moc, aby jim dokázal zabránit, neboť kníže Břetislav II. byl toho času se svým vojskem v Polsku.
Kronikář Kosmas uvádí, že biskup Kosmas zemřel 10. prosince. Po Kosmově smrti byl zvolen biskupem Heřman.
Kosmas žil ve stejné době jako kronikář Kosmas, to někdy vede k záměně těchto osobností.